# Torreflor
Torreflor (oficialmente y en catalán, Torrefeta i Florejacs) es un municipio español de la comarca de la Segarra, situado en la llanura de Guisona, provincia de Lérida, Cataluña. Se formó por la fusión de los municipios de Torrefeta y Florejacs y tomó su nombre de las primeras sílabas de ambos. La capital municipal es Torrefeta. 

## Geografía humana

### Demografía
Cuenta con una población de 605 habitantes (INE 2024).
| Gráfica de evolución demográfica de Torreflor entre 1981 y 2021 |
| |
| Población de derecho según los censos de población del INE Población de hecho según los censos de población del INEEn estos censos se denominaba Torreflor: 1981 y 1991 Entre el censo de 1981 y el anterior, aparece este municipio porque se fusionan los municipios 25091 (Florejach) y 25229 (Torrefeta) |

| Gráfica de evolución demográfica de Torreflor entre 1842 y 2017                                          |
| |
| Población de derecho según los censos de población del INE. Población según el padrón municipal de 2017. |

Entre 1970 y 1981, aparece este municipio porque se fusionan los municipios de Florejach y Torrefeta.
Hasta 1991 se denominaba Torreflor.

### Población por núcleos
Desglose de población según el Padrón Continuo por Unidad Poblacional del INE.
| Núcleos                 | Habitantes (2014) | Varones | Mujeres | Notas                    |
| ----------------------- | ----------------- | ------- | ------- | ------------------------ |
| Bellvehi                | 42                | 23      | 19      | Bellveí                  |
| Castell Meja            | 0                 | 0       | 0       | Castellmeià              |
| Cedó                    | 114               | 61      | 53      | Sedó                     |
| El Far                  | 0                 | 0       | 0       |                          |
| Florejachs              | 52                | 25      | 27      | Florejacs                |
| Gra                     | 21                | 7       | 14      |                          |
| Granollers              | 3                 | 2       | 1       |                          |
| La Moraña               | 63                | 37      | 26      | La Morana                |
| Les Cases de la Serra   | 4                 | 2       | 2       |                          |
| Llor                    | 56                | 27      | 29      | El Llor                  |
| Palau de Sanahuja       | 56                | 31      | 25      | Palou o Palou de Sanaüja |
| Riber                   | 22                | 13      | 9       |                          |
| Salvanera               | 70                | 39      | 31      | Selvanera                |
| Sant Martí de la Morana | 23                | 13      | 10      |                          |
| Sitjas                  | 0                 | 0       | 0       | Les Sitges               |
| Torrefeta               | 75                | 35      | 40      |                          |

## Economía

### Evolución de la deuda viva
El concepto de deuda viva contempla solo las deudas con cajas y bancos relativas a créditos financieros, valores de renta fija y préstamos o créditos transferidos a terceros, excluyéndose, por tanto, la deuda comercial.
Entre los años 2008 a 2014 este ayuntamiento no ha tenido deuda viva.

## Lugares de interés
- Castillo de las Sitges